# Schillerhaus Weimar

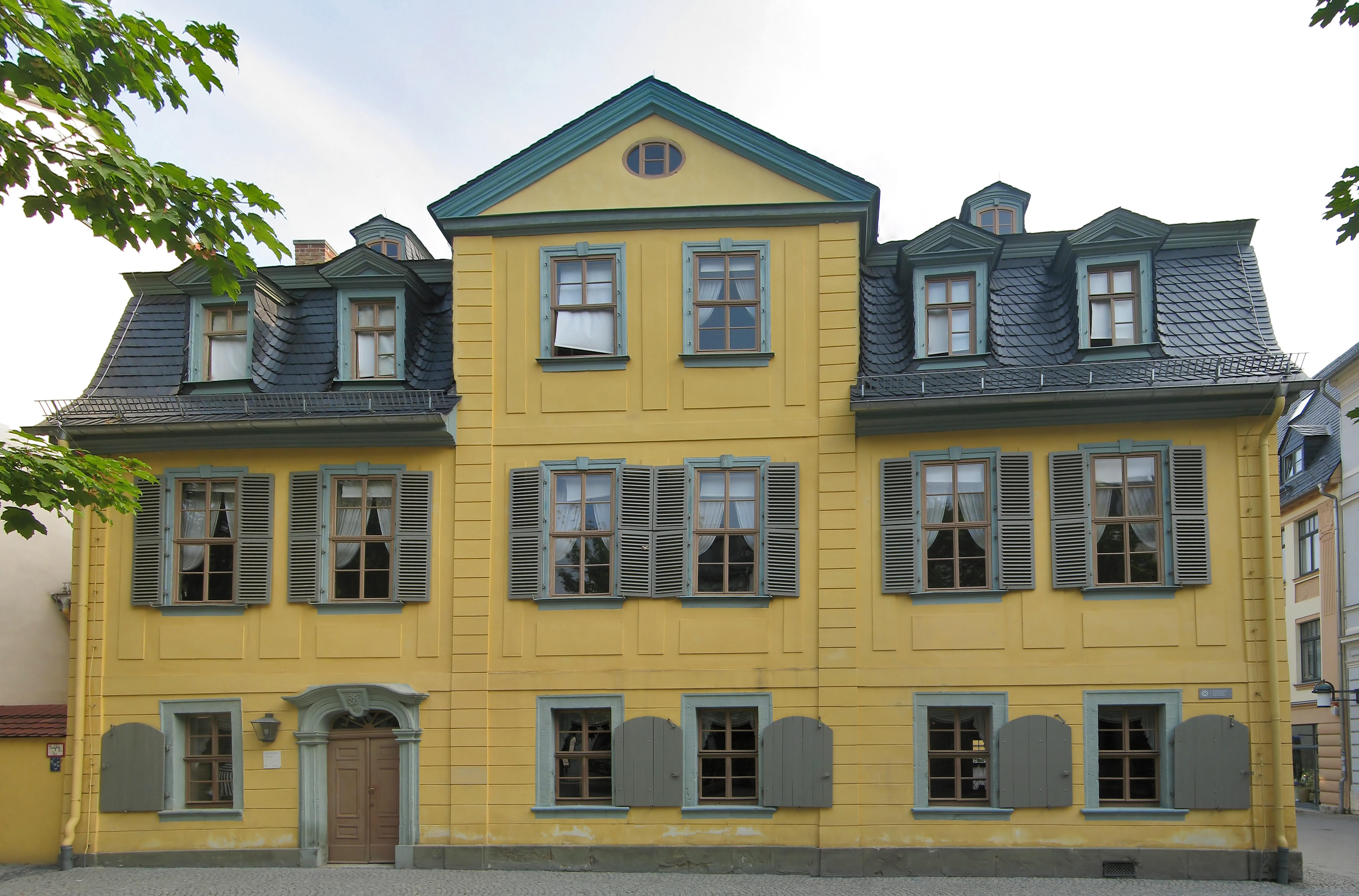
Schillers Wohnhaus in Weimar

Das Schillerhaus Weimar (auch Schillers Wohnhaus genannt) ist ein von der Klassik Stiftung Weimar betriebenes Museum im früheren Wohnhaus von Friedrich Schiller (1759–1805) in Weimar. Im Jahr 1988 wurde der Neubau des Schiller-Museums hinter dem Wohnhaus errichtet, welcher heute für Sonder- und Wechselausstellungen der Klassik Stiftung Weimar genutzt wird.
Seit 1998 gehört es als Teil des Ensembles „Klassisches Weimar“ zum UNESCO-Welterbe.

## Geschichte und Beschreibung

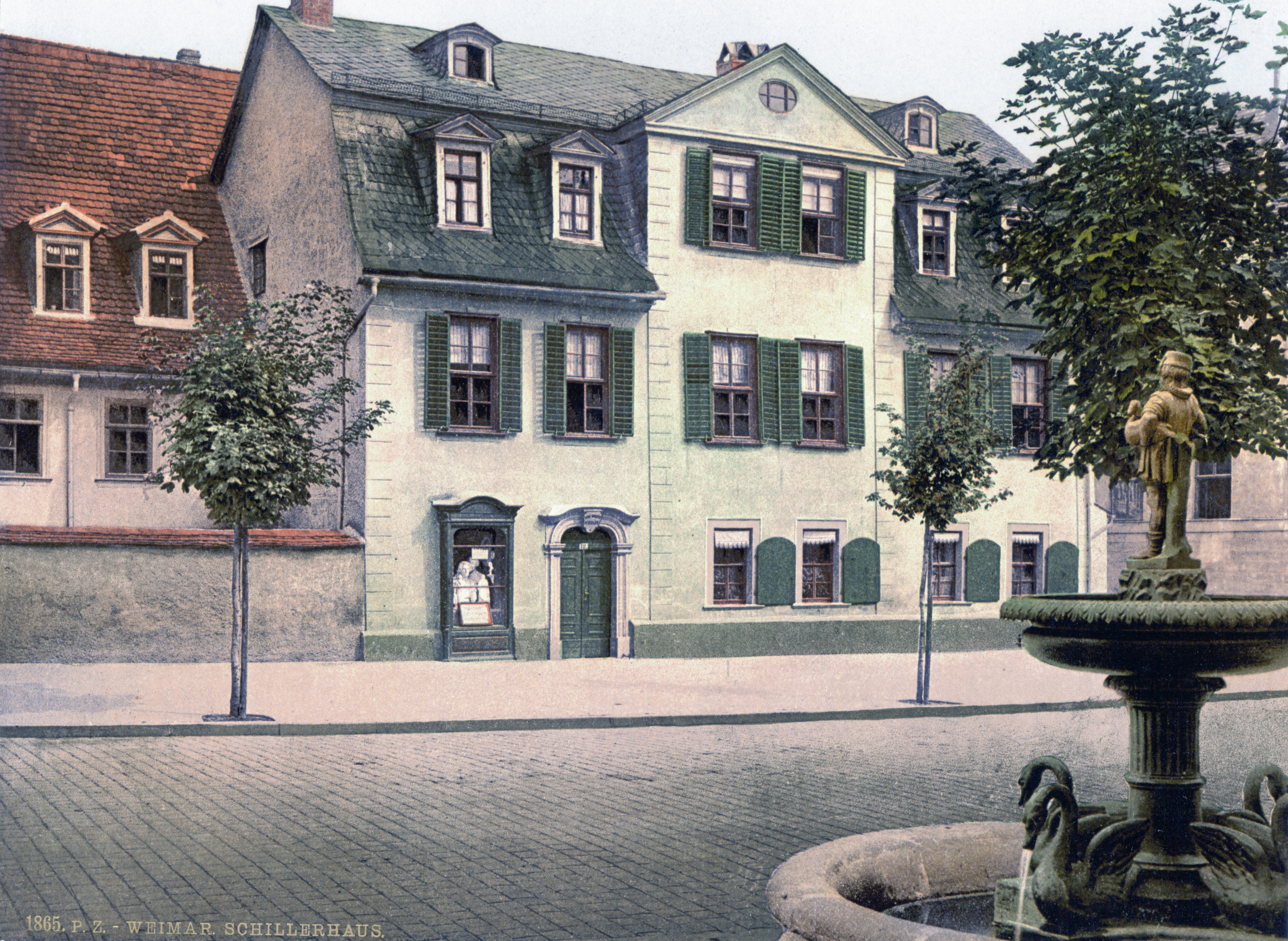
Schillerhaus um 1900

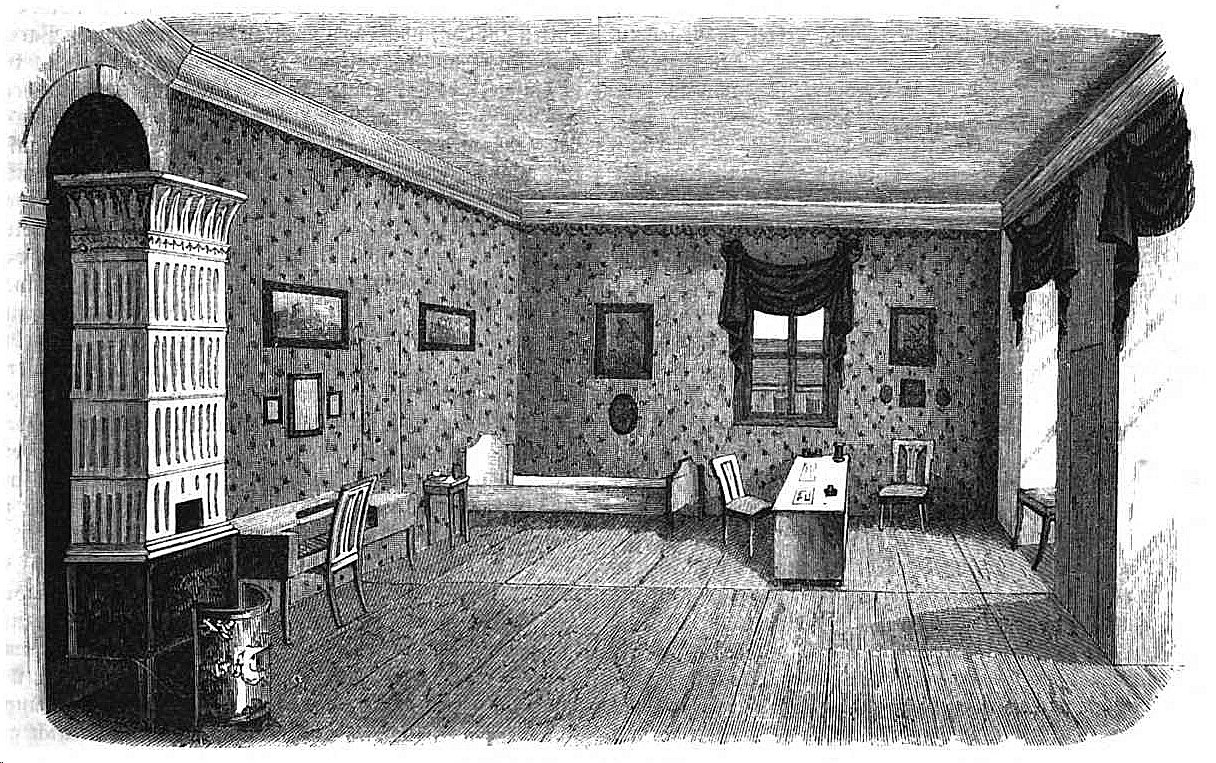
Schillers Arbeits- und Sterbezimmer (1853)

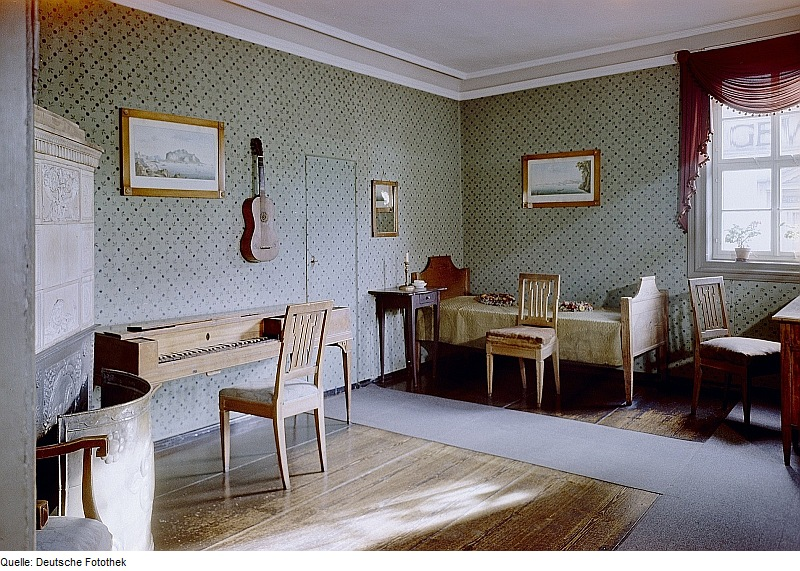
Schillers Arbeits- und Sterbezimmer (1963)

Das Haus wurde ursprünglich für den Kaufmann Johann Christian Schmidt im Jahre 1777 durch Anton Georg Hauptmann (1735–1803) errichtet. Bereits vorhandene Nebengebäude wurden dabei als Hinterhaus integriert. Die Bezeichnung „Münze“ für diese älteren Nebengebäude geht darauf zurück, dass sich auf dem Grundstück des Schillerhauses eine „alte Münze“, eine fürstliche Münzprägestätte, befunden hatte. Es ist das älteste Gebäude der Straße.

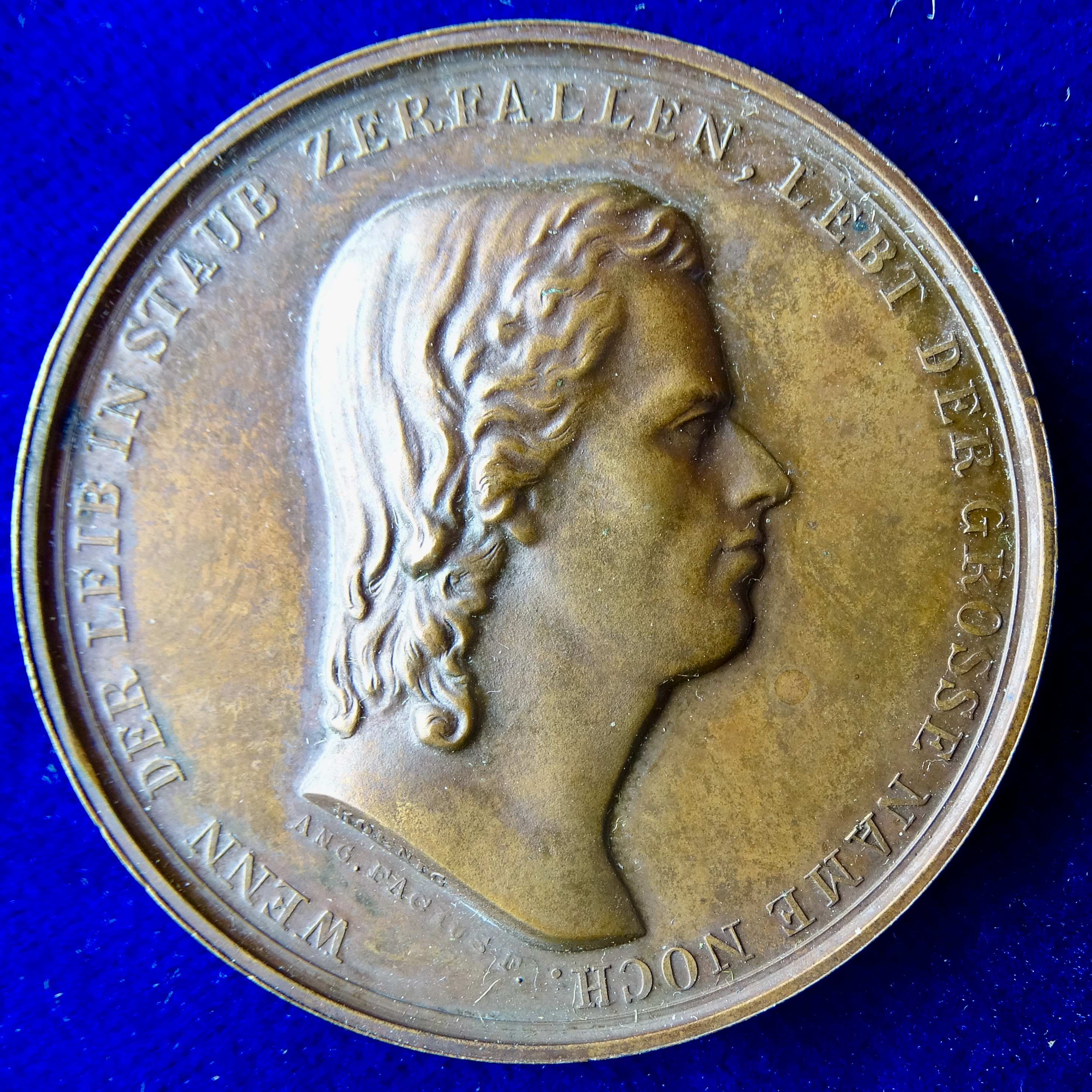
1847 Medaille von Angelica Facius auf den Erwerb des Schillerhauses durch die Stadt Weimar, Vorderseite

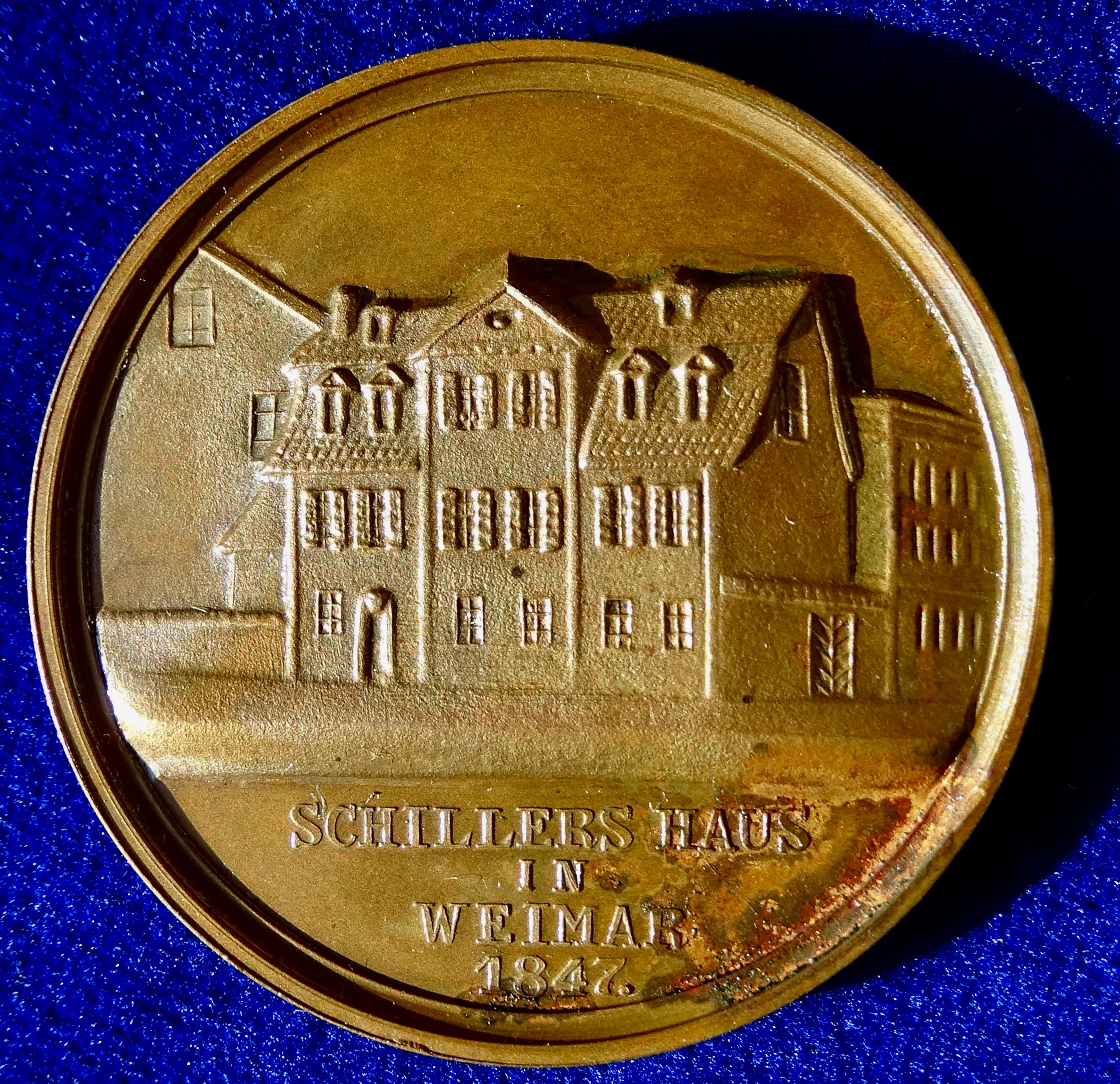
Schillers Wohnhaus auf der Rückseite dieser Medaille

Das Schillerhaus befindet sich an der heutigen Schillerstraße 12, der ehemaligen „Esplanade“, die nach dem Rückbau der alten Weimarer Stadtbefestigung zwischen 1760 und 1765 entstand. Im Jahre 1801 wurde das Haus vom englischen Schriftsteller und Übersetzer Charles Mellish of Blyth erworben, der es im März 1802 an Schiller verkaufte. Schiller und dessen Familie bezogen das Haus am 29. April 1802. Zuvor hatte die am 3. Dezember 1799 von Jena nach Weimar gezogene Familie Schiller eine Mietwohnung in der Windischengasse bewohnt. In der zweiten Etage und dem dazugemieteten Dachgeschoss fand Schiller jedoch nicht die nötige Arbeitsruhe, was seinen Wunsch nach eigenem Besitz verstärkte. So nutzte Schiller die sich bietende Möglichkeit und lieh sich das nötige Geld von 4200 Reichstalern zusammen.
Schiller ließ umfangreiche Renovierungsarbeiten durchführen, bei denen unter anderem das Treppenhaus aus dem Vorderhaus in den Bereich zwischen Vorderhaus und Hinterhaus verlegt wurde. Im ersten Obergeschoss wurden die Wohnräume der Familie und die Schlafräume von Schillers Frau Charlotte sowie der Töchter eingerichtet. In der zweiten Etage, der Mansarde, wurden Schillers Arbeits- und Wohnräume eingerichtet.

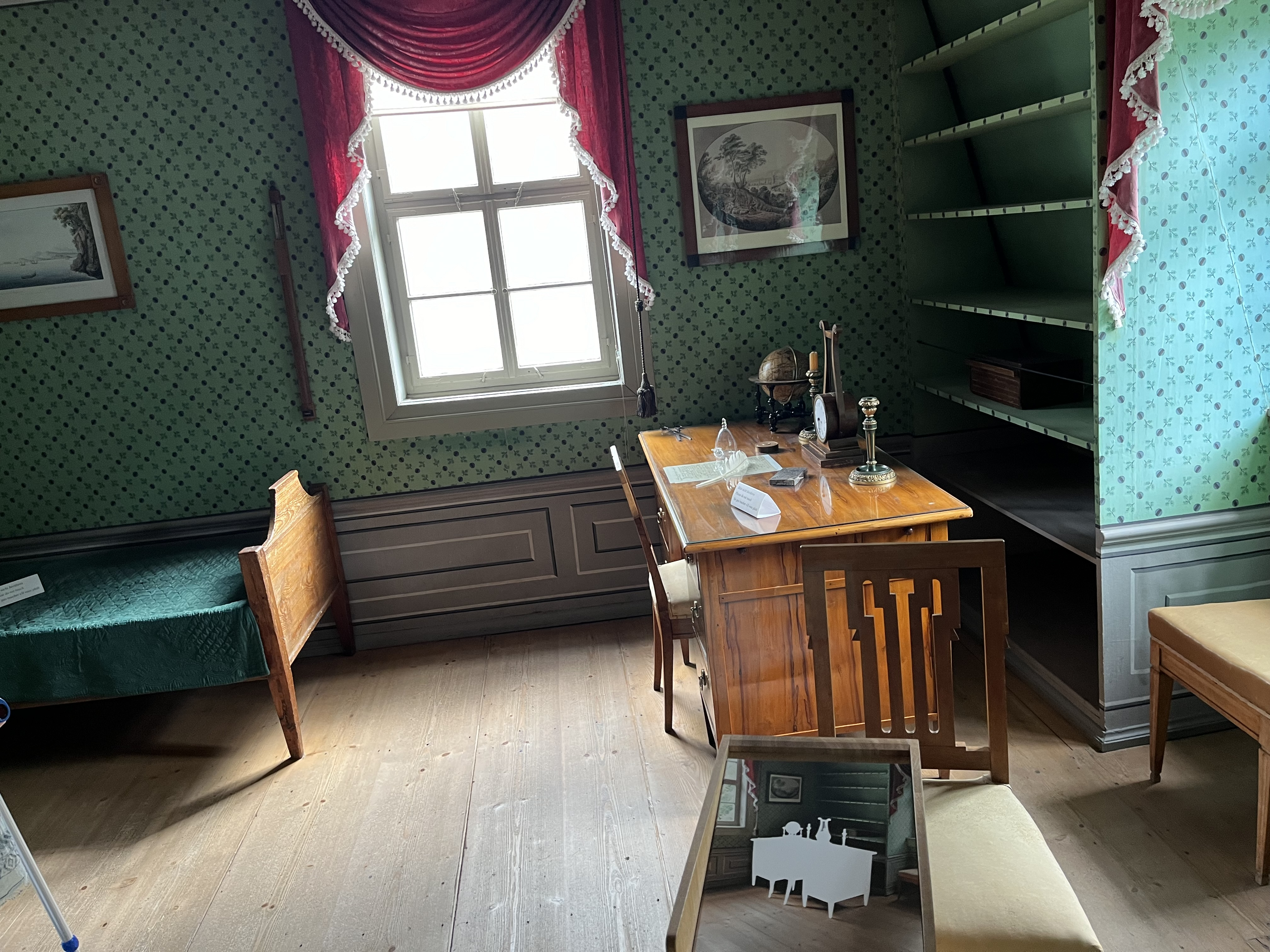
Arbeitszimmer von Schiller

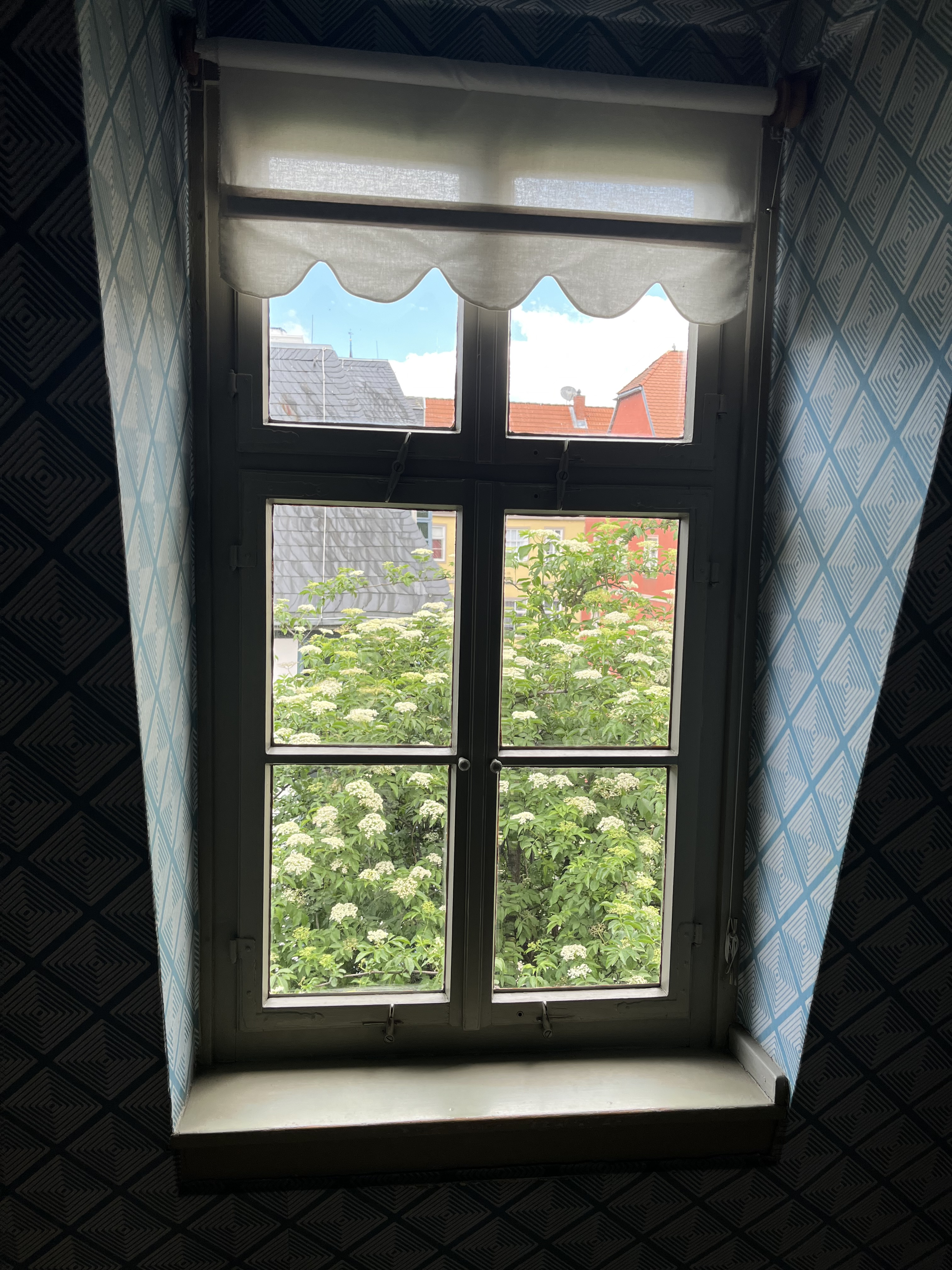
Aussicht von Schillers Schlafzimmer

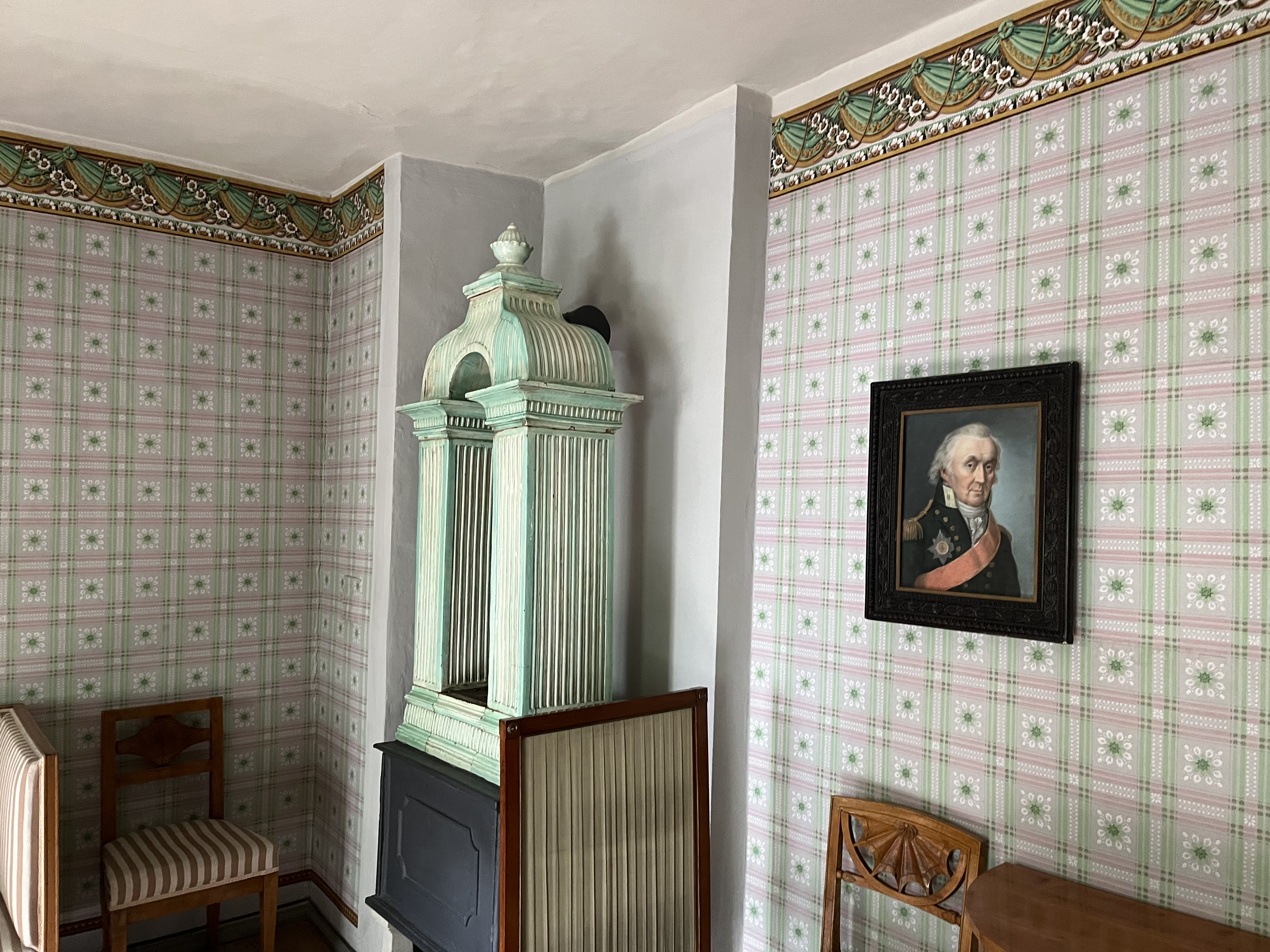
Herd in der Mansarde

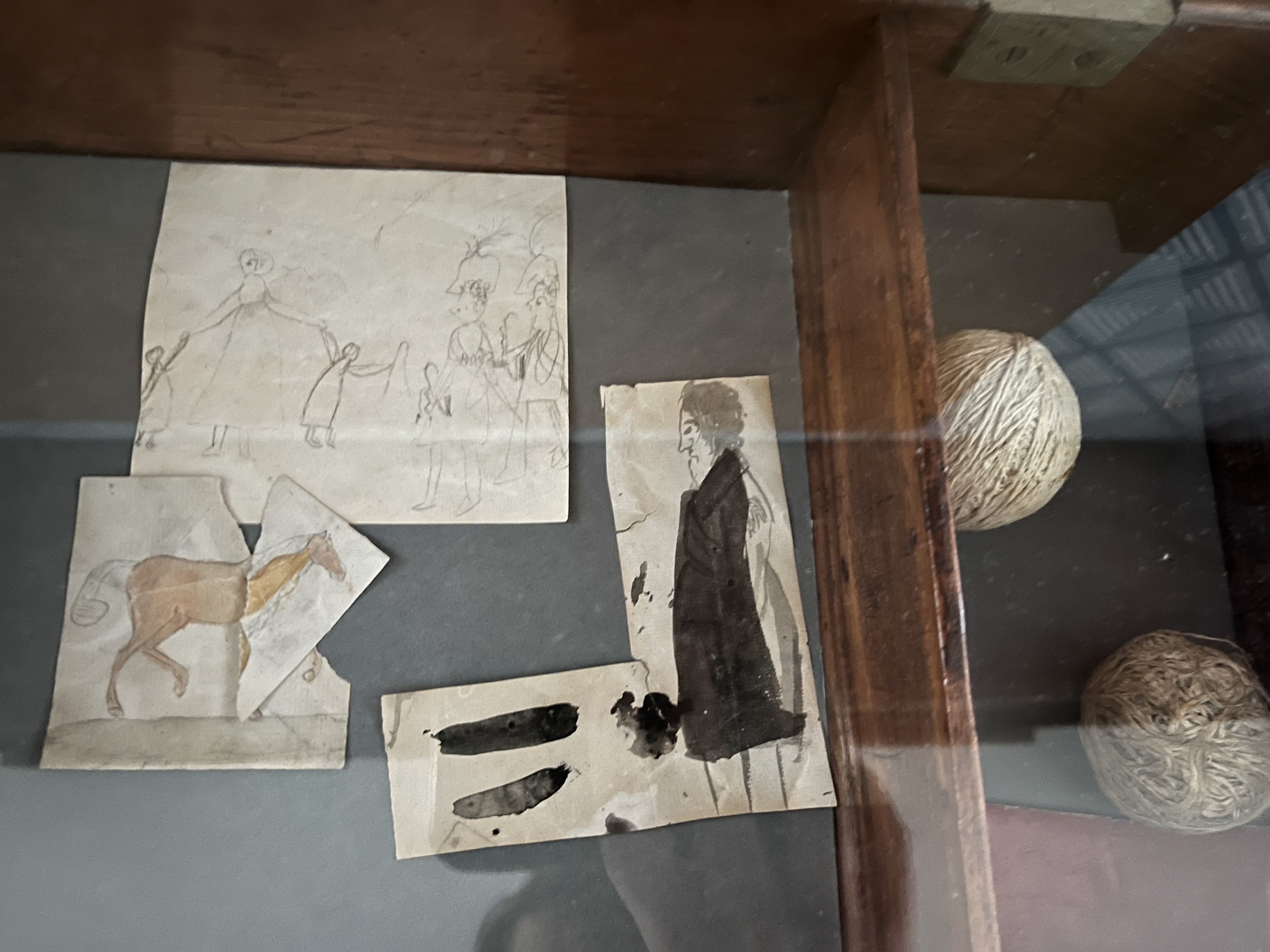
Zeichnungen im Hause von Schiller, 1. Etage, als Zeichnungen seiner Kinder ausgestellt

Das Haus besaß zu Schillers Wohnzeit einen grauen Anstrich mit ockerfarbenen Gliederungselementen. Der heutige gelbe Anstrich mit blaugrünen Gliederungselementen entspricht der ursprünglichen Farbgestaltung.

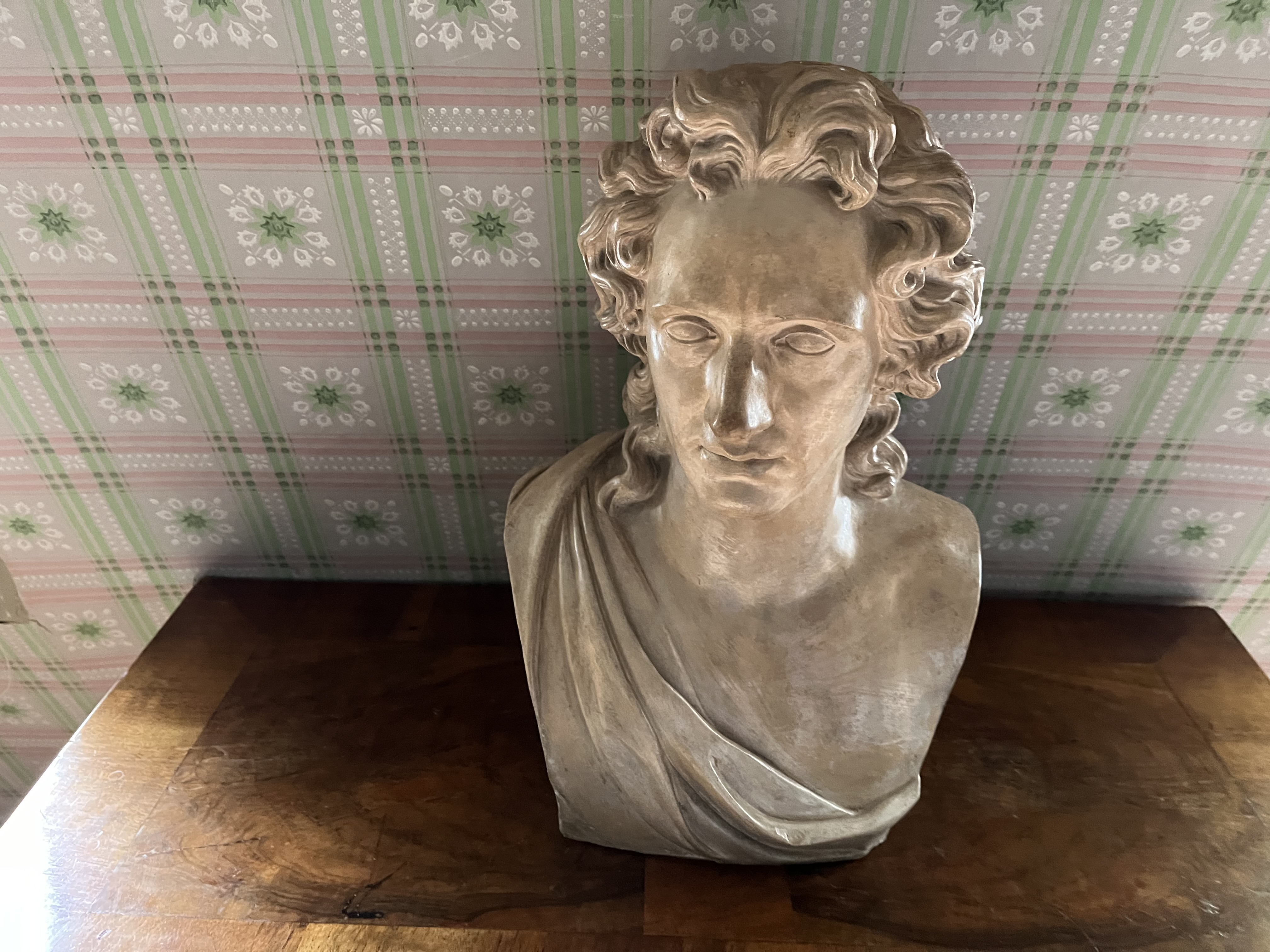
Büste von Fr. Schiller im Wohnhaus.

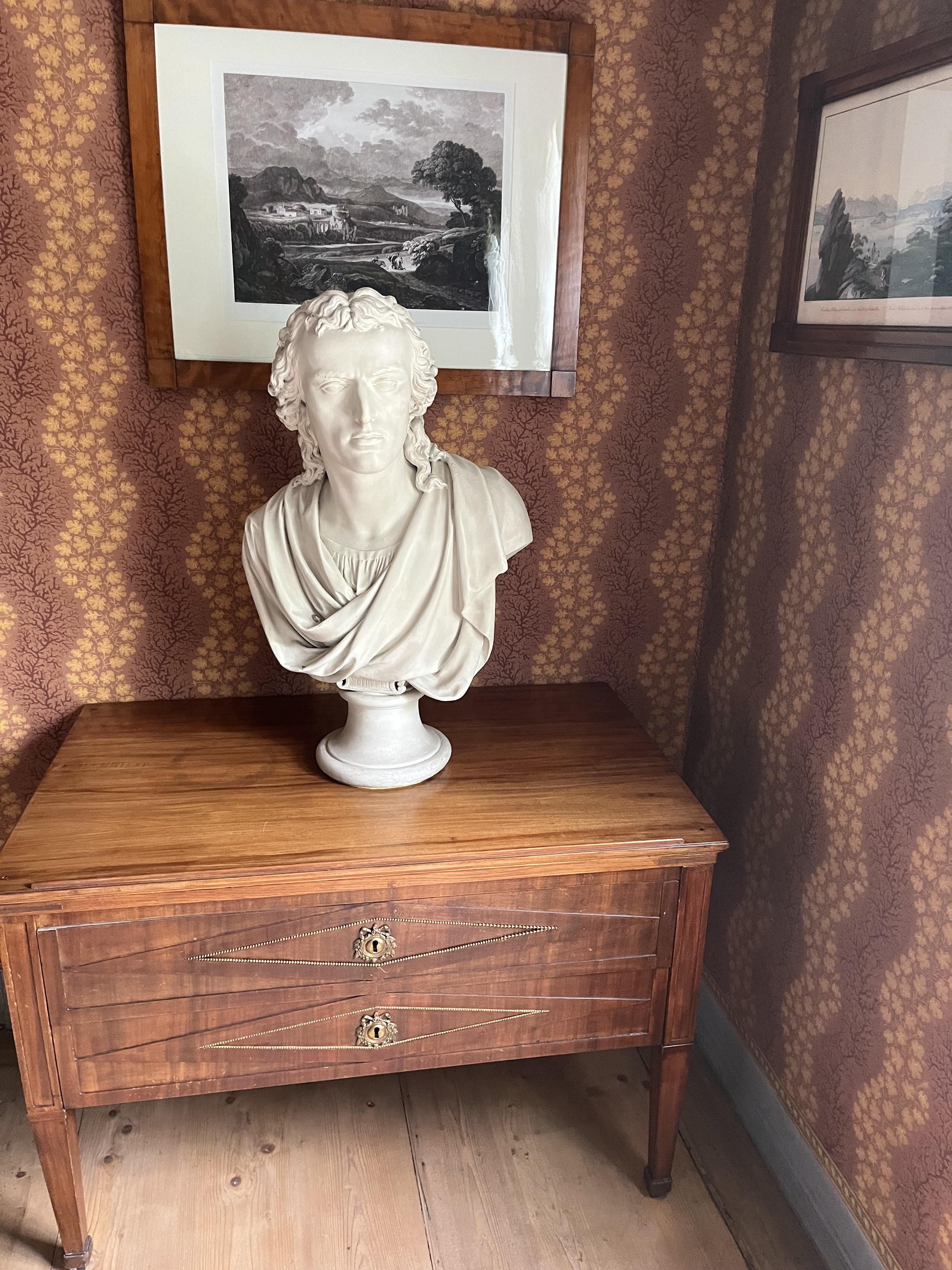
Zweite Büste von Schiller im Weimarer Haus (2. Etage)

Friedrich von Schiller verstarb am Abend des 9. Mai 1805 in seinem schuldenfreien Haus. Charlotte blieb mit den vier Kindern weiterhin dort wohnen, wobei sie später, als die Kinder aus dem Haus gingen, auch einzelne Räume vermietete. Am 9. Juli 1826 starb Charlotte, und die Kinder verkauften das Haus im Jahre 1827 an den Gartenbauinspektor Johann Christoph Gottlob Weise, der es seiner Frau übertrug. Teile der Einrichtung wurden versteigert.
Im Jahre 1847 wurde das Grundstück von den Erben der Eigentümerin Weise in einer gerichtlichen Versteigerung von der Stadt Weimar für 5.025 Taler erworben. Zu diesem Anlass wurde eine von Angelica Bellonata Facius geschaffene Gedenkmedaille geschaffen, die auf der Vorderseite das Porträt Schillers und der Umschrift „Wenn der Leib zu Staub verfallen, lebt der grosse Name noch“ und auf der Rückseite die Fassade des Hauses mit dem Hinweis im Abschnitt „Schillers Haus/ in/ Weimar/ 1847“ zeigt. Die Stadt richtete in dem Gebäude eine Schiller-Gedenkstätte ein und versuchte, insbesondere Schillers Arbeits- und Sterbezimmer wieder authentisch einzurichten. Im Erdgeschoss wurde in den folgenden Jahren eine kleine Kunsthandlung betrieben, die bis 1905 existierte. Zeitweise wurden in der Zeit nach 1847 Räume des Vorder- und Hinterhauses von der Schillerstiftung und den Goethe- und Shakespeare-Gesellschaften genutzt sowie als Wohnräume vermietet.
1945 wurde der klassische Stadtkern durch Luftangriffe auf Weimar stark in Mitleidenschaft gezogen, was auch am Schillerhaus nicht ohne Spuren blieb. Es konnte aber bereits im November 1946, nach umfangreichen Sanierungsmaßnahmen durch die Stadt Weimar, wiedereröffnet werden.
In den Jahren 1980er Jahren wurde Schillers Wohnhaus umfassend restauriert. In dieser Zeit wurde auch der Neubau des Schiller-Museums hinter dem Wohnhaus errichtet. Heute gehört das Haus inklusive des angeschlossenen Museums zum Verwaltungsbestand der Klassik Stiftung Weimar. Zudem ist es Teil des Ensembles „Klassisches Weimar“, das seit 1998 zum UNESCO-Welterbe gehört.

## Schiller-Museum

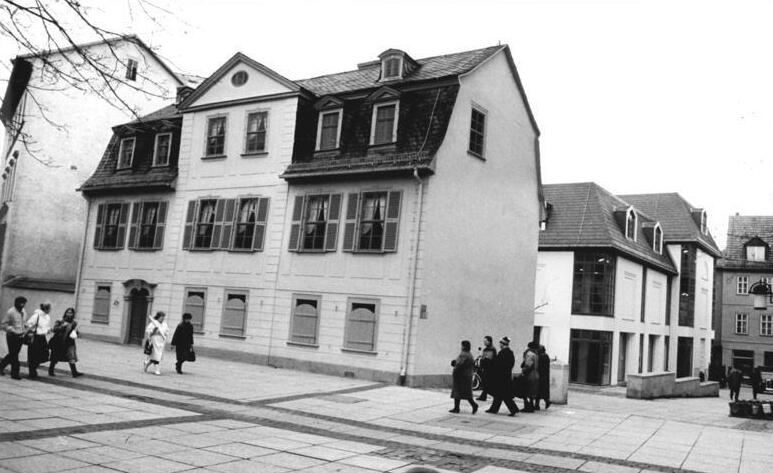
Schillers Wohnhaus mit dem dahinter gelegenen Schillermuseum im Jahr der Eröffnung des Museums (1988)

### Geschichte
Das Schiller-Museum wurde von 1984 bis 1988 gebaut. Das Museum ist mit dem historischen Wohnhaus verbunden und war ursprünglich dem Leben und Wirken Schillers gewidmet. Es ist der einzige Neubau eines Literaturmuseums in der DDR. In den drei großen Ausstellungsräumen werden heute Sonder- und Wechselausstellungen der Klassik Stiftung Weimar präsentiert. Der Zugang erfolgt über die Neugasse.

### Sonder- und Wechselausstellungen
- Mythos Weimar – Photographien von Ute Klophaus (20. Februar – 9. Mai 1999)
- L' art brut – die Träume der Unvernunft (18. Juli – 12. September 1999)
- Geheime Gesellschaft – Weimar und die deutsche Freimaurerei (21. Juni – 31. Dezember 2002)
- Götterpläne & Mäusegeschäfte – Schiller 1759–1805 (30. Oktober 2005 – 17. April 2006)
- Victor Hugo – Visionen eines Schriftstellers (16. Mai – 25. Juli 2008)
- Schillers Schädel – Physiognomie einer fixen Idee (24. September 2009 – 31. Januar 2010)
- Leise Superlative – Alexander Olbricht & Marcus Behmer (13. Mai – 29. August 2010)
- Franz Liszt – Ein Europäer in Weimar (24. Juni – 31. Oktober 2011)
- Weimarer Klassik – Kultur des Sinnlichen (16. März – 10. Juni 2012)
- Wahlverwandtschaften – Eine englische Privatsammlung zur Kunst der Goethezeit (27. August – 3. November 2013)
- Gabriele Stötzer – Schwingungskurve Leben (29. November 2013 – 5. Januar 2014)
- Der Maler Friedrich Bury (1763–1823) – Goethes „zweiter Fritz“ (1. Mai – 21. Juli 2013)
- Cranach in Weimar (3. April – 14. Juni 2015)
- Von Leonardo fasziniert – Giuseppe Bossi und Goethe (26. August – 13. November 2016)
- Abenteuer der Vernunft – Goethe und die Naturwissenschaften um 1800 (28. August 2019 – 5. Januar 2020)
- Power House - nova space, die Universitätsgalerie der Bauhaus-Universität Weimar, zu Gast im Schiller Museum (1. April 2023 – 2. November 2023)[5]